# Аристид, Жан-Бертран
Жан-Бертран Аристи́д (гаит. креол. Jan Bètran Aristid, фр. Jean-Bertrand Aristide; род. 15 июля 1953, Порт-Салют, Гаити) — гаитянский государственный и религиозный деятель, президент Гаити (1991, 1994—1996 и 2001—2004).

## Биография
Обучался в школе Св. Джованни Боско в Порт-о-Пренсе. В 1974 году окончил семинарию Нотр-Дам в Порт-о-Пренсе, до 1979 года изучал философию в Государственном университете Гаити. Затем учился теологии в Италии, Израиле, Доминиканской Республике, Великобритании, Канаде. В 1983 году вернулся на Гаити, где был рукоположён в священники и получил небольшой приход в Порт-о-Пренсе. Примкнул к радикальному движению гаитянских католиков, ордену салезианцев. В проповедях выступал с резкой критикой диктаторского режима Жана Клода Дювалье. В 1984 году участвовал в волнениях католических священников, протестовавших против режима, и был выслан в Монреаль. В 1985 году вернулся и продолжил проповедовать. В 1987 году изгнан из ордена салезианцев за пропаганду классовой борьбы, разжиганию ненависти и подстрекательстве к насилию. Продолжил проповеди, в 1988 году пережил покушение.
В 1990 году выиграл президентские выборы, получив 67 % голосов. 7 февраля 1991 года состоялась его инаугурация. Гаитянские военные выступили против своего президента. Ему предложили либо уйти в отставку, либо предстать перед судом за неоднократное нарушение конституции Республики Гаити. В присутствии нескольких послов иностранных государств Аристид решил уйти в отставку и покинуть страну. 30 сентября 1991 года смещён, бежал в Венесуэлу, затем в США. После отказа хунты от власти под давлением США, угрожавших интервенцией, 15 октября 1994 года при поддержке американского воинского контингента вернулся в страну как законно избранный президент. По окончании срока полномочий в 1995 году отошёл от дел. В 1996 году порвал со своей партией, которая начала проводить неолиберальную политику. В 2000 году вновь избран президентом, набрав, по официальным данным, 92 % голосов.
В 2004 году оппозиция, имевшая большинство в Сенате и Палате депутатов, обвинила его в коррупции. 5 февраля 2004 года в стране начались антиправительственные демонстрации и восстания, участники которых требовали отставки Аристида. Потерял поддержку населения и Запада из-за авторитарного стиля правления и политических репрессий. Противники президента сформировали «Фронт освобождения Гаити», который занял все крупные города Гаити, кроме Порт-о-Пренса. В стране начались грабежи и мародёрство, которыми занимались как противники, так и сторонники президента. 29 февраля 2004 года Аристид был схвачен солдатами американской армии и с 1 марта 2004 года находился в изгнании сначала в ЦАР (позже он заявил, что был насильно вывезен в ЦАР на американском военном самолёте), затем в ЮАР.
18 марта 2011 года вернулся на Гаити и отошёл от активной политической деятельности.
12 сентября 2014 года был помещён под домашний арест по обвинению в коррупции времён своего президентства.

## Другие факты
Помимо родных гаитянского креольского и французского знает испанский, итальянский, португальский, иврит и английский. Пишет музыку, играет на гитаре, саксофоне, пианино, кларнете и барабане.
Женат, имеет двух детей.